# Merrill Moses
Merrill Marc Moses (* 13. August 1977 in Harbor City, Los Angeles, Kalifornien) ist ein ehemaliger Wasserballspieler aus den Vereinigten Staaten. Er gewann 2008 die olympische Silbermedaille. Dreimal siegte er mit dem Team der Vereinigten Staaten bei den Panamerikanischen Spielen.

## Karriere
Merrill Moses besuchte die Peninsula High School, danach studierte er an der Pepperdine University, wo er unter Terry Schroeder trainierte. 1997 gewann er mit dem Team von Pepperdine die Meisterschaft der National Collegiate Athletic Association. Später war Merrill Moses Torhüter des New York Athletic Club. Als Profi wirkte er in Spanien, Italien und Kroatien.
Mit der Nationalmannschaft war der 1,91 Meter große Moses 2001 in Fukuoka erstmals bei einer Weltmeisterschaft dabei, die Mannschaft erreichte den siebten Platz. Nachdem es Moses 2004 nicht ins Olympiateam geschafft hatte, beendete er seine Laufbahn. 2006 gelang es Terry Schroeder, der mittlerweile Nationaltrainer war, ihn zur Rückkehr zu bewegen. Bei der Weltmeisterschaft 2007 belegte der Torwart mit der US-Nationalmannschaft den neunten Platz, Zweiter Torwart war Genai Kerr. Im gleichen Jahr besiegte das US-Team im Finale der Panamerikanischen Spiele die brasilianische Mannschaft. Beim olympischen Wasserballturnier 2008 in Peking gewann die Mannschaft aus den Vereinigten Staaten ihre Vorrundengruppe vor den Kroaten und den Serben. Im Halbfinale traf das Team wieder auf die Serben und siegte mit 10:5. Das Finale gewannen die Ungarn mit 14:10, die Mannschaft aus den Vereinigten Staaten erhielt die Silbermedaille. Moses war Stammtorwart, zweiter Torwart war Brandon Brooks, der nur in einem Vorrundenspiel und in der Schlussphase des Finales zum Einsatz kam.
2009 bei der Weltmeisterschaft in Rom siegte das US-Team in seiner Vorrundengruppe und bezwang im Viertelfinale die deutsche Mannschaft mit 8:5. Nach einer 6:7-Halbfinalniederlage gegen die Spanier verlor das US-Team im Spiel um Bronze mit 6:8 gegen Kroatien. Zweiter Torwart war wieder Genai Kerr. 2011 belegte die US-Mannschaft den sechsten Platz bei der Weltmeisterschaft in Shanghai. Bei den Panamerikanischen Spielen 2011 besiegte das US-Team im Finale die Kanadier. Im Jahr darauf beim olympischen Wasserballturnier 2012 in London spielte Moses meist durch, nur einmal kam Chay Lapin zu einem Kurzeinsatz. Nach einer Viertelfinalniederlage gegen die Kroaten belegte die Mannschaft aus den Vereinigten Staaten den achten Rang.
Bei der Weltmeisterschaft 2013 in Barcelona verlor das US-Team im Achtelfinale gegen Spanien und belegte den neunten Platz. Moses spielte in drei Partien, einmal hütete Andrew Stevens das Tor. Zwei Jahre später bei der Weltmeisterschaft 2015 in Kasan bezwang die Mannschaft aus den Vereinigten Staaten im Achtelfinale die Brasilianer und unterlag dann im Viertelfinale den Serben. Die Mannschaft wurde schließlich Siebte. Zweiter Torwart war der 1995 geborene McQuin Baron. Auch bei den Panamerikanischen Spielen 2015 bildeten Moses und Baron das Torhütergespann. Das US-Team siegte im Finale mit 11:9 gegen Brasilien. Zum Abschluss seiner aktiven Laufbahn war Moses beim olympischen Wasserballturnier 2016 in Rio de Janeiro dabei. Nach zwei Siegen und drei Niederlagen in der Vorrunde schied die Mannschaft aus und belegte den zehnten Rang. Moses wirkte in vier Partien mit, Baron in drei Spielen.
Nach Beendigung seiner Aktivenzeit kehrte Merrill Moses als Trainer an die Pepperdine University zurück. 2021 wurde er in die US Water Polo Hall of Fame aufgenommen. Seit 2023 ist er auch Mitglied der International Jewish Sports Hall of Fame.